# Motor Lublin (piłka nożna) w sezonie 2025/2026
Ten artykuł dotyczy trwającego lub niedawnego wydarzenia sportowego. Informacje w nim zamieszczone mogą się zmienić lub zdezaktualizować wraz z postępem zdarzenia. Początkowe doniesienia, wyniki lub statystyki mogą być niepewne. Ostatnie aktualizacje do tego artykułu mogą nie odzwierciedlać najbardziej aktualnych informacji.
Sezon 2025/2026 jest dla Motoru Lublin 11. sezonem w ekstraklasie. 

## Przebieg sezonu

### Letni okres przygotowawczy
W przerwie letniej z klubu odeszli Kacper Rosa, Igor Bartnik, Kamil Kruk, Marcel Gąsior, Kaan Caliskaner, Antonio Sefer, Kacper Wełniak, Jean-Kévin Augustin i Piotr Ceglarz. Umowy z Motorem nie przedłużył również najlepszy strzelec poprzedniego sezonu Samuel Mráz, który dołączył do szwajcarskiego zespołu Servette FC. Kontrakty z Motorem przedłużyli między innymi Filip Luberecki, Bartosz Wolski, Sergi Samper oraz Arkadiusz Najemski. Powrót do treningów zaplanowano na 16 czerwca. Pierwszym zawodnikiem, który dołączył do Motoru w przerwie letniej, został Kacper Karasek (poprz. Bruk-Bet Termalica Nieciecza). Ponadto do drużyny przybyli bramkarz Patryk Kukulski (poprz. Karkonosze Jelenia Góra), obrońca Paskal Meyer (poprz. Holstein Kiel II), pomocnicy Florian Haxha, reprezentant Kosowa (poprz. Kapfenberger SV), Ivo Rodrigues (poprz. Moreirense FC) i Kacper Szymanek (poprz. Wisła Puławy) oraz napastnicy Karol Czubak (poprz. KV Kortrijk), Kacper Plichta (poprz. Stal Rzeszów) i Renat Dadashov (poprz. Radomiak Radom).
| Data                           | Przeciwnik       | D/W | Miejsce  | Wynik M:P | Strzelcy                               | Źródło |  |
| ------------------------------ | ---------------- | --- | -------- | --------- | -------------------------------------- | ------ |  |
|                                |                  |     |          |           |                                        |        |  |
| PRZEDSEZONOWE MECZE SPARINGOWE |                  |     |          |           |                                        |        |  |
|                                |                  |     |          |           |                                        |        |  |
| 21 czerwca 2025                | Znicz Pruszków   | D   | Lublin   | 3:0       | Simon 45', Ndiaye 37', 83'             | [ 20 ] |  |
| 28 czerwca 2025                | Dinamo Bukareszt | N   | Nowiny   | 3:3       | Łabojko 44' (k), Scalet 61', 105'      | [ 21 ] |  |
| 5 lipca 2025                   | Lechia Gdańsk    | N   | Sochocin | 5:3       | Czubak 4', 24', Król 18', 60' (k), 68' | [ 22 ] |  |
| 11 lipca 2025                  | Wisła Płock      | N   | Sochocin | 2:2       | Scalet 15', Król 75'                   | [ 23 ] |  |

### Runda jesienna
Na inaugurację sezonu Motor podejmował beniaminka ekstraklasy – Arkę Gdynia. W 15. minucie goście zdobyli bramkę, jednak na linii strzału znajdował się jeden z piłkarzy Arki i prowadzący to spotkanie Bartosz Frankowski odgwizdał pozycję spaloną. Motor uzyskał prowadzenie w 50. minucie, gdy Mbaye Jacques Ndiaye z podania Bartosza Wolskiego pokonał z bliskiej odległości Damiana Węglarza. Pomimo kilku dogodnych sytuacji Motoru w drugiej połowie, między innymi strzał Krystiana Palacza w poprzeczkę, wynik nie uległ zmianie. W drugiej kolejce Motor przegrał w wyjazdowym meczu z Pogonią Szczecin 1:4. Ze względu na przełożenie meczu trzeciej kolejki na prośbę występującej w europejskich pucharach Jagiellonii Białystok, Motor rozegrał w Żołyni mecz sparingowy, w którym rywalem był grecki zespół Asteras Tripolis. Lubelski zespół wygrał to spotkanie 4:2 po bramkach Karola Czubaka, Renata Dadashova, Kacpra Karaska i Floriana Haxhy.

## Mecze ligowe w sezonie 2025/2026
| Data                                     | Przeciwnik                   | D/W | Miejsce          | Wynik M:P                   | Strzelcy                              | Widzów                      | Źródło       | TV |
| ---------------------------------------- | ---------------------------- | --- | ---------------- | --------------------------- | ------------------------------------- | --------------------------- | ------------ | -- |
|                                          |                              |     |                  |                             |                                       |                             |              |    |
| RUNDA JESIENNA                           |                              |     |                  |                             |                                       |                             |              |    |
|                                          |                              |     |                  |                             |                                       |                             |              |    |
| 20 lipca 2025                            | Arka Gdynia                  | D   | Arena Lublin     | 1:0                         | Ndiaye 50'                            | 14 718                      | [ 27 ]       |    |
| 26 lipca 2025                            | Pogoń Szczecin               | W   | Stadion Pogoni   | 1:4                         | Scalet 9'                             | 19 813                      | [ 28 ]       |    |
| —                                        | Jagiellonia Białystok        | D   | Arena Lublin     | Przełożony na wniosek gości | Przełożony na wniosek gości           | Przełożony na wniosek gości | [ 29 ] [ d ] |    |
| 11 sierpnia 2025                         | Lechia Gdańsk                | W   | Stadion Lechii   | 3:3                         | Czubak 38', Rodrigues 41', Wolski 53' | 14 758                      | [ 30 ]       |    |
| 16 sierpnia 2025                         | Piast Gliwice                | D   | Arena Lublin     | 0:0                         |                                       | 13 293                      | [ 31 ]       |    |
| 23 sierpnia 2025                         | Korona Kielce                | W   | Stadion Korony   |                             |                                       |                             |              |    |
| 30 sierpnia 2025                         | Górnik Zabrze                | W   | Stadion Górnika  |                             |                                       |                             |              |    |
| 14 września 2025                         | Bruk-Bet Termalica Nieciecza | D   | Arena Lublin     |                             |                                       |                             |              |    |
| 21 września 2025                         | Zagłębie Lubin               | W   | Stadion Zagłębia |                             |                                       |                             |              |    |
| 27/28 września 2025                      | Radomiak Radom               | D   | Arena Lublin     |                             |                                       |                             |              |    |
| 4/5 października 2025                    | Raków Częstochowa            | W   | Stadion Rakowa   |                             |                                       |                             |              |    |
| 18/19 października 2025                  | GKS Katowice                 | D   | Arena Lublin     |                             |                                       |                             |              |    |
| 25/26 października 2025                  | Widzew Łódź                  | D   | Arena Lublin     |                             |                                       |                             |              |    |
| 1/2 listopada 2025                       | Lech Poznań                  | W   | Stadion Lecha    |                             |                                       |                             |              |    |
| 8/9 listopada 2025                       | Wisła Płock                  | D   | Arena Lublin     |                             |                                       |                             |              |    |
| 22/23 listopada 2025                     | Cracovia                     | W   | Stadion Cracovii |                             |                                       |                             |              |    |
| 29/30 listopada 2025                     | Legia Warszawa               | D   | Arena Lublin     |                             |                                       |                             |              |    |
|                                          |                              |     |                  |                             |                                       |                             |              |    |
| MECZE RUNDY REWANŻOWEJ ROZEGRANE AWANSEM |                              |     |                  |                             |                                       |                             |              |    |
|                                          |                              |     |                  |                             |                                       |                             |              |    |
| 6/7 grudnia 2025                         | Arka Gdynia                  | W   | Stadion Arki     |                             |                                       |                             |              |    |

## Puchar Polski na szczeblu centralnym
| Data              | Runda | Przeciwnik  | D/W | Miejsce      | Wynik M/P | Strzelcy | Widzów | Źródło |
| ----------------- | ----- | ----------- | --- | ------------ | --------- | -------- | ------ | ------ |
| 23/24/25 września | I     | Arka Gdynia | W   | Stadion Arki |           |          |        |        |

## Kadra
| Numer      | Zawodnik               | Data ur.   | Występy        | Bramki         |                |                | Występy        | Bramki         |                |                | Występy   | Bramki    | Poprzedni klub               | Kontrakt   |
| Numer      | Zawodnik               | Data ur.   | RUNDA JESIENNA | RUNDA JESIENNA | RUNDA JESIENNA | RUNDA JESIENNA | RUNDA WIOSENNA | RUNDA WIOSENNA | RUNDA WIOSENNA | RUNDA WIOSENNA | SEZON     | SEZON     | Poprzedni klub               | Kontrakt   |
| Bramkarze  | Bramkarze              | Bramkarze  | Bramkarze      | Bramkarze      | Bramkarze      | Bramkarze      | Bramkarze      | Bramkarze      | Bramkarze      | Bramkarze      | Bramkarze | Bramkarze | Bramkarze                    | Bramkarze  |
| ---------- | ---------------------- | ---------- | -------------- | -------------- | -------------- | -------------- | -------------- | -------------- | -------------- | -------------- | --------- | --------- | ---------------------------- | ---------- |
| 1          | Ivan Brkić             | 29.06.1995 | 2              |                |                |                |                |                |                |                |           |           | Neftçi PFK                   | 30.06.2026 |
| 33         | Gašper Tratnik         | 4.01.2000  | 2              |                |                |                |                |                |                |                |           |           | ND Primorje                  | 30.06.2026 |
| 99         | Patryk Kukulski        | 3.07.2004  |                |                |                |                |                |                |                |                |           |           | Karkonosze Jelenia Góra      | 30.06.2027 |
| Obrońcy    |                        |            |                |                |                |                |                |                |                |                |           |           |                              |            |
| 2          | Paskal Meyer           | 25.02.2005 |                |                |                |                |                |                |                |                |           |           | Holstein Kiel II             | 30.06.2027 |
| 3          | Hervé Matthys          | 19.01.1996 | 4              |                |                |                |                |                |                |                |           |           | K Beerschot VA               | 30.06.2026 |
| 17         | Filip Wójcik           | 11.04.1997 | 4              |                |                |                |                |                |                |                |           |           | Stal Stalowa Wola            | 30.06.2026 |
| 18         | Arkadiusz Najemski     | 12.01.1996 | 2              |                | 1              |                |                |                |                |                |           |           | GKS Bełchatów                | 30.06.2026 |
| 24         | Filip Luberecki        | 25.04.2005 | 1 (1)          |                |                |                |                |                |                |                |           |           | Escola Varsovia              | 31.12.2027 |
| 28         | Paweł Stolarski        | 28.01.1996 | 0 (2)          |                |                |                |                |                |                |                |           |           | Pogoń Szczecin               | 30.06.2026 |
| 39         | Marek Bartoš           | 13.10.1996 |                |                |                |                |                |                |                |                |           |           | FK Železiarne Podbrezová     | 30.06.2026 |
| 42         | Bright Ede             | 18.03.2007 | 2              |                | 2              |                |                |                |                |                |           |           | Zagłębie Lubin               | 31.12.2026 |
| 47         | Krystian Palacz        | 19.03.2003 | 3 (1)          |                | 1              |                |                |                |                |                |           |           | Sandecja Nowy Sącz           | 30.06.2026 |
| Pomocnicy  |                        |            |                |                |                |                |                |                |                |                |           |           |                              |            |
| 6          | Sergi Samper           | 20.01.1995 | 0 (3)          |                |                |                |                |                |                |                |           |           | FC Andorra                   | 30.06.2026 |
| 7          | Ivo Rodrigues          | 30.03.1995 | 2 (2)          | 1              | 1              |                |                |                |                |                |           |           | Moreirense FC                | 30.06.2026 |
| 8          | Mathieu Scalet         | 1.04.1997  | 2 (1)          | 1              |                |                |                |                |                |                |           |           | Podbeskidzie Bielsko-Biała   | 30.06.2026 |
| 10         | Kacper Karasek         | 20.03.2002 | 0 (1)          |                |                | 1              |                |                |                |                |           |           | Bruk-Bet Termalica Nieciecza | 30.06.2026 |
| 16         | Franciszek Lewandowski | 23.05.2008 |                |                |                |                |                |                |                |                |           |           | Champion Warszawa            | 30.06.2028 |
| 19         | Bradly van Hoeven      | 17.04.2000 | 0 (3)          |                |                |                |                |                |                |                |           |           | FC Emmen                     | 30.06.2026 |
| 21         | Jakub Łabojko          | 3.10.1997  | 4              |                | 1              |                |                |                |                |                |           |           | Ternana Calcio               | 30.06.2026 |
| 22         | Christopher Simon      | 6.12.1999  | 1              |                |                |                |                |                |                |                |           |           | Génération Foot              | 30.06.2026 |
| 23         | Florian Haxha          | 6.04.2002  | 0 (2)          |                |                |                |                |                |                |                |           |           | Kapfenberger SV              | 30.06.2027 |
| 26         | Michał Król            | 14.03.2000 | 4              |                |                |                |                |                |                |                |           |           | Górnik Łęczna                | 30.06.2026 |
| 30         | Mbaye Jacques Ndiaye   | 10.10.2003 | 4              | 1              | 1              |                |                |                |                |                |           |           | Teungueth FC                 | 30.06.2026 |
| 68         | Bartosz Wolski         | 12.05.1997 | 4              | 1              |                |                |                |                |                |                |           |           | Stal Rzeszów                 | 30.06.2026 |
| 95         | Kacper Szymanek        | 09.02.2005 |                |                |                |                |                |                |                |                |           |           | Wisła Puławy                 | 30.06.2027 |
| Napastnicy |                        |            |                |                |                |                |                |                |                |                |           |           |                              |            |
| 9          | Karol Czubak           | 25.01.2000 | 2 (1)          | 1              |                |                |                |                |                |                |           |           | KV Kortrijk                  | 30.06.2027 |
| 20         | Kacper Plichta         | 10.02.2007 |                |                |                |                |                |                |                |                |           |           | Stal Rzeszów                 | 30.06.2027 |
| 77         | Renat Dadashov         | 17.05.1999 | 1 (3)          |                | 2              |                |                |                |                |                |           |           | Radomiak Radom               | 30.06.2026 |